# Parzeń-Janówek
Pour les articles homonymes, voir Parzen.
Parzeń-Janówek (prononciation : [ˈpaʐɛɲ jaˈnuvɛk]) est un village polonais de la gmina de Brudzeń Duży dans le powiat de Płock de la voïvodie de Mazovie dans le centre-est de la Pologne.
Il se situe à environ 3 kilomètres au sud-est de Brudzeń Duży (siège de la gmina), 16 kilomètres au nord-ouest de Płock (siège du powiat) et à 111 kilomètres au nord-ouest de Varsovie (capitale de la Pologne).
Le village compte approximativement une population de 76 habitatns en 2005.

## Histoire
De 1975 à 1998, le village appartenait administrativement à la voïvodie de Płock.